# Ovidiu Cornea
Gheorghe Ovidiu Cornea (Făgăraș, 25 de febrero de 1980) es un deportista rumano que compitió en remo. Ganó dos medallas en el Campeonato Mundial de Remo, en los años 1999 y 2001.

## Palmarés internacional
| Campeonato Mundial | Campeonato Mundial      | Campeonato Mundial | Campeonato Mundial |
| Año                | Lugar                   | Medalla            | Prueba             |
| ------------------ | ----------------------- | ------------------ | ------------------ |
| 1999               | St. Catharines (Canadá) | Medalla de bronce  | Cuatro con timonel |
| 2001               | Lucerna (Suiza)         | Medalla de oro     | Ocho con timonel   |